# Antoine Portal
Il barone Antoine Portal (Gaillac, 5 gennaio 1742 – Parigi, 23 luglio 1832) è stato un medico, anatomista,  biologo, professore universitario, storico della medicina e scrittore francese.
Professore di anatomia al Collège de France e poi al Jardin du roi, nonché fondatore dell'Académie Nationale de Médecine, fu il medico personale di tutti i sovrani di Francia fino a Carlo X. La sua opera più importante fu l'Histoire de l'anatomie et de la chirurgie.

## Biografia

### Studi
Nacque a Gaillac, nel dipartimento di Tarn, il 5 gennaio 1742, da una famiglia di speziali; suo padre, Antoine come lui, era infatti un commerciante farmacista e secondo console della città. Fu il maggiore di 10 figli. Studiò medicina a Albi, dove frequentò da piccolo la scuola dei gesuiti, Tolosa e Montpellier. Nel 1765 ottenne la laurea ed iniziò a dare alcune lezioni di anatomia.

### Carriera
L'anno successivo si trasferì a Parigi, grazie anche alla spinta del cardinale François-Joachim de Pierre de Bernis, suo grande estimatore, per proseguire le lezioni presso la Sorbona. Nel 1768 successe ad Antoine Ferrein alla cattedra di medicina presso il Collège de France e successivamente come assistente all'Accademia francese delle scienze. Nel 1777 diviene professore di anatomia presso il Jardin du roi. Prima dello scoppio della Rivoluzione francese ebbe modo di divenire dottore personale del futuro re Luigi XVIII. Dal 25 luglio 1783 divenne membro della Accademia delle Scienze di Torino. Nel 1803, poco prima dell'esilio, pubblicò cinque volumi sui corsi di anatomia. Dopo l'esilio, Luigi XVIII, lo nominò medico ufficiale del re, carica che tenne fino al sovrano Carlo X. In seguito, approfittando dell'appoggio affidatogli dal sovrano, il 20 dicembre 1820 fondò insieme ad esso, l'Académie Nationale de Médecine,, già ambito desiderio di Luigi XV, la quale riuniva i migliori medici francesi e di cui ne diverrà presidente a vita.
Nel 1827 pubblicò un articolo riguardante le caratteristiche cliniche dell'epilessia.
.
Morì a Parigi, il 23 luglio 1842, all'età di 90 anni, per una fibrodisplasia ossificante progressiva. È sepolto al Cimitero del Calvaire della Chiesa di Saint-Pierre-de-Montmartre.

## Opere
- (FR) Observations sur le effets des vapeurs méphitiques sur le corps de l'homme et sur le moyens de rappelller à la vie ceux qui en ont été suffoqués, Paris, Claude-Charles Mequignon, 1775.